# گلسرا
گلسرا روستایی در دهستان زاوه بخش مرکزی شهرستان زاوه استان خراسان رضوی ایران است. بر پایه سرشماری عمومی نفوس و مسکن در سال ۱۳۹۰ جمعیت این روستا ۱٬۰۶۴ نفر (در ۳۰۹ خانوار) بوده است.